# Винсент и Доктор
«Винсент и Доктор» (англ. Vincent and the Doctor) — десятая серия пятого сезона британского научно-фантастического телесериала «Доктор Кто». Премьера серии состоялась 5 июня 2010 года на канале BBC One. Для написания сценария был приглашён Ричард Кёртис, режиссёрское кресло занял Джонни Кэмпбэлл. Кроме того, помимо прочих приглашённых звёзд в эпизоде появился не указанный в титрах актёр Билл Найи.
Во время посещения выставки работ Ван Гога инопланетный путешественник Доктор и его спутница Эми замечают на одной из картин зловещую фигуру инопланетянина. Отправившись в Прованс XIX века, они обнаруживают самого Ван Гога, который едва сводит концы с концами, и крафайиса, убивающего жителей и невидимого для всех, кроме художника. В попытке побороть монстра они также помогают Ван Гогу осознать важность его наследия.
При написании сценария Ричард Кёртис вдохновлялся тем, что Ван Гог никогда не знал о своей известности, и на момент начала работы имел лишь основную идею. Впоследствии он позволил членам съёмочной группы ознакомиться с первоначальным вариантом сценария и внёс изменения согласно их замечаниям. Кёртис сразу отказался от шуток по поводу психического здоровья художника, а попытался показать его образ максимально правдиво. Основной этап съёмок проходил в хорватском городе Трогире, многие декорации были воссозданы по картинам Ван Гога. Эпизод посмотрело 6,76 миллионов британских зрителей и в целом получил неоднозначные отзывы. Рецензенты похвалили эмоциональную составляющую серии, однако многие из них в конце концов пришли к выводу, что крафайис выглядел не слишком угрожающе. Также исключительно хвалебных отзывов удостоилась актёрская игра Тони Каррана, исполнившего роль Ван Гога

## Предыстория
Доктор — путешественник в пространстве и времени. Выглядит как человек, но относится к расе Повелителей Времени с планеты Галлифрей. Повелители Времени обладают способностью регенерировать (перерождаться) по мере попадания в смертельные ситуации. В результате регенерации Повелитель Времени полностью меняет свою внешность и частично — характер. Доктор — последний Повелитель Времени. Лишённый своего дома, он спасает другие миры, в том числе и человечество.
В качестве способа передвижения Доктор использует ТАРДИС (англ. TARDIS — Time And Relative Dimension(s) In Space) — живую машину времени и одновременно космический корабль, выглядящую как английская синяя полицейская будка из 1960-х годов, но вмещающую в себя гораздо больше, чем кажется («она больше внутри, чем снаружи»). В качестве подручного инструмента для осуществления мелких операций с предметами (запирание-отпирание замков, починка приборов, сканирование чего-либо и т. п.) им применяется звуковая отвёртка. Доктор обладает нечеловеческим интеллектом.
В пятом сезоне телесериала (2010) Доктор, вернее, его одиннадцатая инкарнация путешествует со своей новой спутницей по имени Амелия Понд, появившейся в открывающей сезон серии «Одиннадцатый час».

## Сюжет

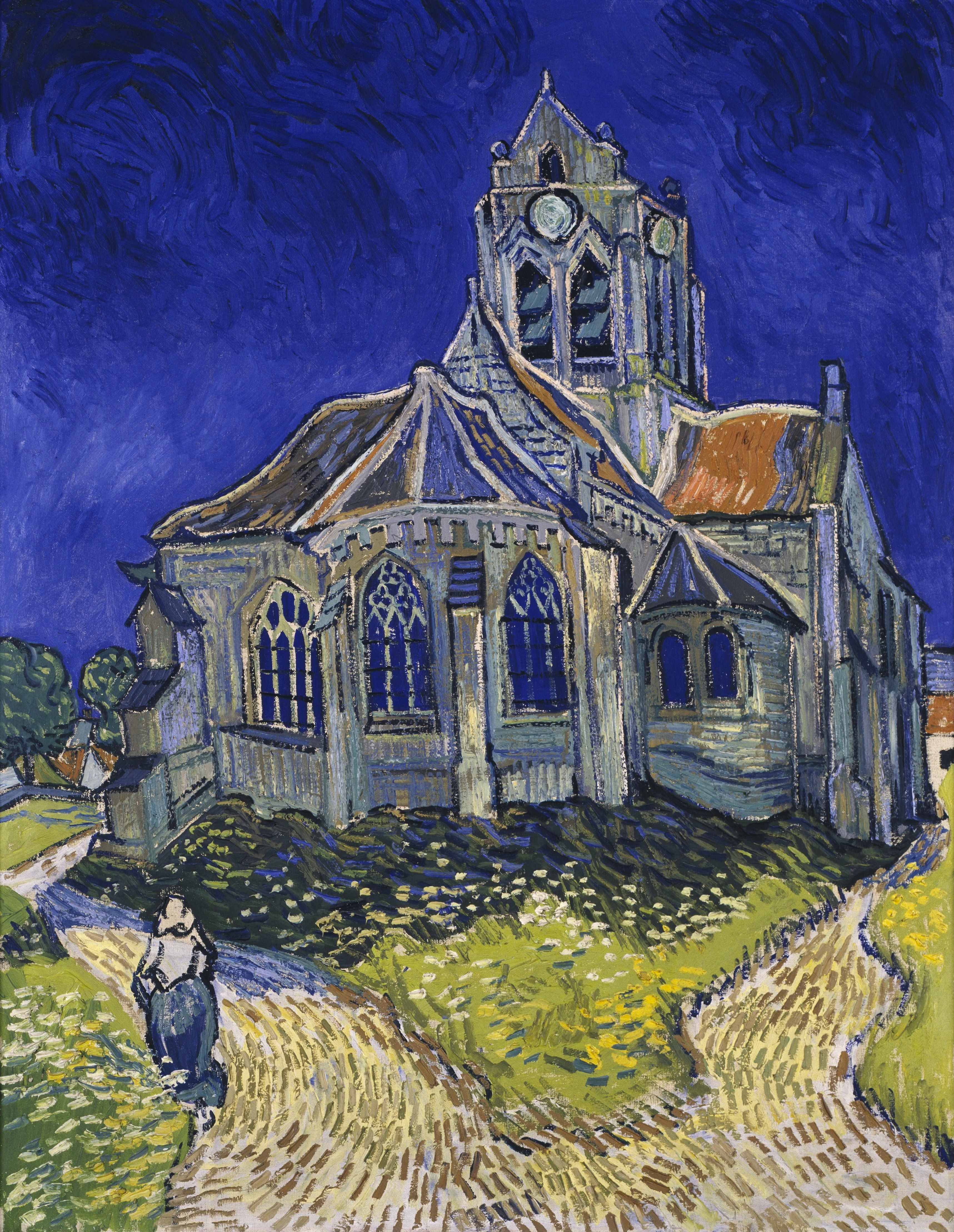
«Церковь в Овере», картина, на которой Доктор и Эми заметили изображение крафайиса

Доктор приводит Эми на выставку работ Ван Гога в парижском музее Орсе. На одной из картин («Церковь в Овере») они замечают небольшую деталь, которой не должно быть там — зловещую фигуру инопланетянина. Узнав у экскурсовода, когда примерно была написана картина, Повелитель Времени и его спутница отправляются в Прованс, чтобы найти Ван Гога и расспросить об инопланетянине. Как выяснилось, художник имеет очень плохую репутацию, его картины совершенно не ценятся, а сам он живёт в нищете. Возле кафе, в котором Винсент пытался расплатиться картиной, убита молодая девушка, и местные жители почему-то упрямо верят, что в этом виноват Ван Гог.
Дома Ван Гог рассказывает Доктору и Эми, что, кроме самого автора, его картины никому не нужны. По его мнению, вся Вселенная наполнена всякого рода чудесами, любое из которых может изобразить художник. Эми выходит на улицу, и на неё нападает нечто, что может видеть только Винсент. Художник рисует то, что он увидел. Позднее Доктор определяет, что это тот, кого они искали — крафайис. О местонахождении зверя они узнают следующим же вечером, когда Винсент готовится писать «Церковь в Овере». У художника случается приступ безумия, он запирается в комнате и кричит, что все в конце концов покидают его. Тем не менее позднее он помогает Эми и доктору выследить крафайиса.
Винсент начинает картину и вскоре видит крафайиса внутри церкви. Первоначально Доктор хочет обезвредить зверя самостоятельно, но потом Винсент и Эми решают помочь Повелителю Времени. В результате Доктор и его спутница оказываются заперты в исповедальне, а художник описывает им, что делает крафайис. По этим описаниям становится понятно, что крафайис лишён зрения (что, вероятно, и послужило причиной того, что он оказался на Земле, а не с сородичами). Винсент пронзает зверя своим мольбертом, и тот умирает на руках Доктора. После возвращения в дом Ван Гога художник описывает им то, как он видит ночное небо.
На следующий день Эми и Доктор готовятся к новому путешествию, но прежде оба решают показать Винсенту, какое значение будет иметь его наследие в будущем. Они показывают художнику выставку в музее Орсе и просят экскурсовода рассказать, что он думает о Ван Гоге. После этого они возвращают воодушевлённого Ван Гога в его время и прощаются. Доктор и Эми ожидают увидеть много новых картин, но с грустью понимают, что художник всё равно покончил с собой. Тем не менее на картине «Подсолнухи» появилась приписка «Эми от Винсента».

### Связь с другими сериями
- Для того чтобы увидеть и определить инопланетянина, Доктор использует специальное отражающее устройство, которое первоначально проверяет на себе. Принтер в ТАРДИС начинает печатать информацию о его первых воплощениях — Первом и Втором Докторах[5].
- В первый раз встретившись с Эми, Винсент говорит ей, что она кого-то потеряла недавно, хотя сама Эми не может понять, о чём он. Это отсылка к предыдущему эпизоду, в котором её жених, Рори Уильямс, погиб, а затем был стёрт из существования пространственно-временной трещиной. Кроме того, в одной из сцен Доктор случайно называет Эми и Винсента «Эми и Рори»[6][7].

## Производство

### Работа над сценарием
В качестве сценариста серии был приглашён Ричард Кёртис. Ранее он был членом съёмочной группы пародийного эпизода «Доктор Кто и Проклятие смертельной смерти» и выступил в качестве его исполнительного продюсера. Моффат, который написал сценарий к этому эпизоду, предложил Кёртису написать историю о встрече Доктора с Ван Гогом. В результате сценарист, которому всегда нравились исторические эпизоды «Доктора Кто», начал работать над идеей того, что художник никогда не знал о том, что он стал известен. Также он сосредоточился на депрессии Ван Гога, попытке Доктора переписать биографию художника и том факте, что «внутренние демоны» вне досягаемости Повелителя Времени. Моффат был «в восторге» от этой истории.
Позднее сценарист попросил Моффата внести замечания по поводу его работы. Свои замечания также внесли исполнительный продюсер Пирс Венджер и режиссёр эпизода Джонни Кэмпбелл. По мнению Моффата, изначальная версия сценария имела слишком затянутое начало, а сцена встречи Доктора и Ван Гога казалась унылой, её нужно было сделать более позитивной, более похожей на те, какие Кёртис пишет для своих фильмов. Также было отмечено, что Доктор обычно не общается в той манере, какую описал сценарист, поэтому ему посоветовали посмотреть некоторые эпизоды, что скорректировать диалоги. Позднее Кёртис признался, что ему очень понравилось работать в чётко поставленных рамках. Впоследствии сценарий ещё несколько раз менялся, в том числе и после предварительной читки с участием Мэтта Смита и Карен Гиллан. Также было изменено название эпизода — рабочим названием было «Глаза, видевшие тьму».
По словам Кёртиса, он согласился на работу, так как его дети хотели бы этого. В процессе написания сценария он по всему дому расставил распечатки картин Ван Гога и разложил листки, на которых в общих чертах был описан сюжет будущего эпизода. Некоторые идеи были предложены его собственными детьми. По мнению Гиллан, сюжет был написан в несколько непривычном стиле и в большей степени был сосредоточен на персонажах. Несмотря на то что о Винсенте Ван Гоге знают все, Кёртис решил ознакомиться с 200-страничной биографией художника и провёл обширные исследования. По его словам, он хотел быть «честным, а не жестоким», и отказался от неуместного юмора о психическом состоянии Ван Гога в целом и отрезанном ухе в частности. Тем не менее итоговый вариант сценария и без этого включал немало юмора.

### Кастинг и съёмки

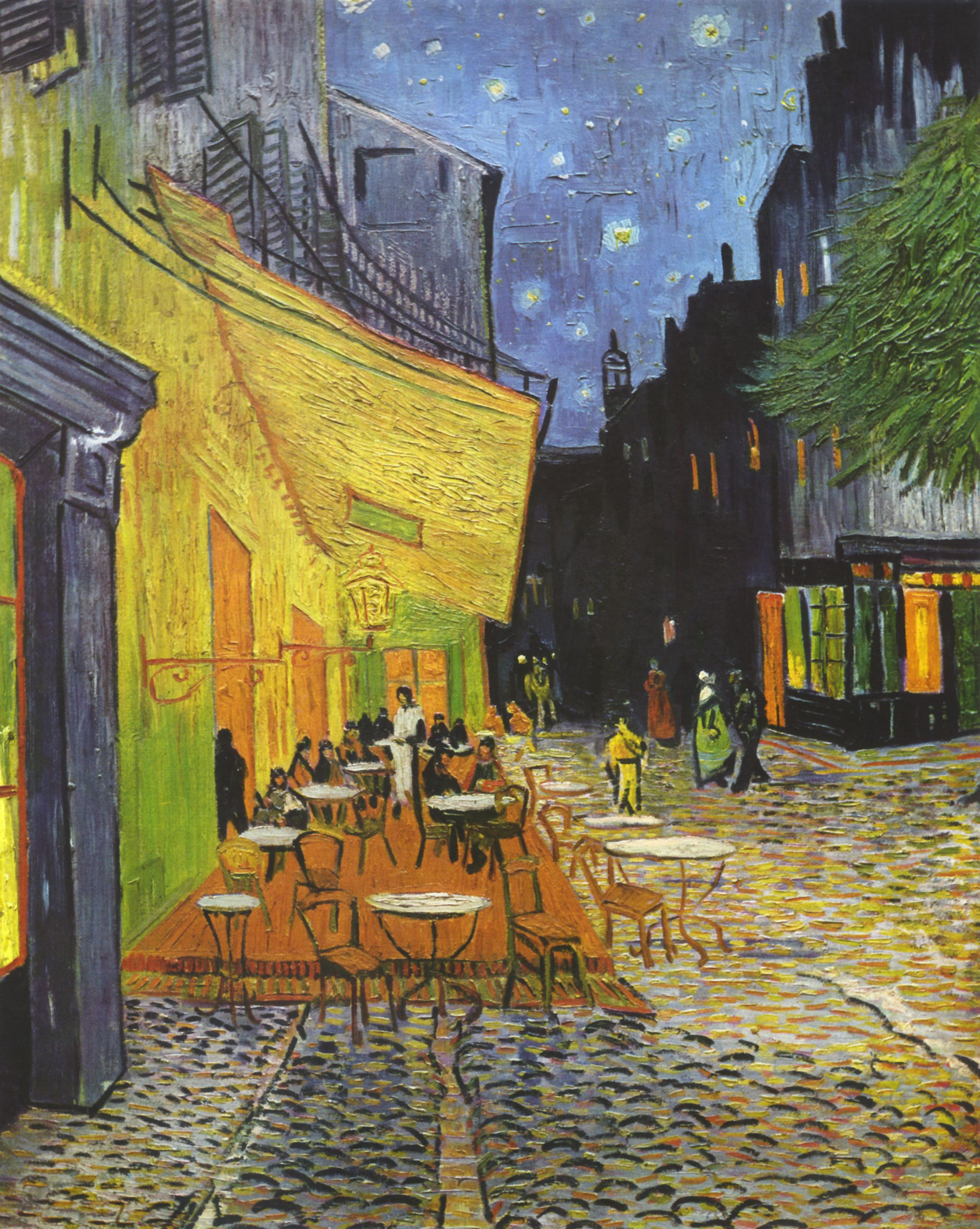
Одно их хорватских кафе прошло полный редизайн, чтобы быть максимально похожим на то, что изображено на картине Ван Гога «Ночная терраса кафе»

Кёртис признался, что к подбору актёра на роль Ван гога отнеслись более чем серьёзно, так как зритель должен был воспринимать его именно как Ван Гога, а не «типа, которого мы видели раньше, но одетого в рыжий парик». В итоге роль художника досталась Тони Каррану, которого сценарист назвал «замечательным актёром», который «не мог быть более похожим» на Ван Гога. Карран, Смит и Гиллан очень сильно сдружились, что, по мнению Гиллан, сказалось на химии между их персонажами. Также в эпизоде в не указанной в титрах роли доктора Блэка, эксперта по Ван Гогу, работающего в музее Орсе, появился Билл Найи. По слухам, Найи был кандидатом на роль Девятого Доктора в то время, когда к выпуску готовился 1 сезон возрождённого сериала. По мнению Кэмпбелла, им повезло, что Найи согласился присоединиться к актёрскому составу, потому что его участие позволит зрителю обратить внимание на персонажа, которого он играет, и на слова, которые он произносит в конце эпизода.
Все сцены, действие которых происходит в Провансе, снимались в хорватском городе Трогире. Там же снимался эпизод «Вампиры Венеции», с которым «Винсент и Доктор» расположился в одном производственном блоке. Съёмки проходили в ноябре 2009 года. В качестве внутренних помещений музея Орсе послужила планировка Кардиффского национального музея. Некоторые декорации были воссозданы по картинам Ван Гога. Одной из таких декораций стало кафе в Провансе, созданное на основе картины «Ночная терраса кафе». Для художественного отдела это оказалось очень трудной задачей, поскольку найти в Хорватии место для её постройки было практически невозможно. Тем не менее, когда подходящее место было найдено, его внешний вид сразу же изменили, чтобы оно больше походило на то, что изображено на картине. Изменения включали навес, окна, террасу со столами и стульями. Помимо создания декораций, в конце эпизода была добавлена песня Chances британской рок-группы Athlete.

## Трансляция и критика
Серия «Винсент и Доктор» была впервые показана в Великобритании на BBC One и одновременно на BBC HD 5 июня 2010 года. Рейтинги первого вечера показали, что эпизод посмотрело 5 миллионов британских зрителей, что ставило серию на второе место среди всех трансляций вечера и на первое — среди программ BBC One. Итоговые рейтинги увеличили данный показатель до 6,76 миллионов зрителей, включая 6,29 миллионов посмотревших на BBC One и 0,47 миллиона — на BBC HD. Также «Винсент и Доктор» получил индекс оценки 86 («отлично»).
После трансляции эпизода в эфир была организована горячая линия для зрителей, которые столкнулись с теми же проблемами, которые рассматривались в серии. В Регионе 2 «Винсент и Доктор» вышел на DVD и Blu-Ray вместе с тремя последующими эпизодами («Квартирант», «Пандорика открывается» и «Большой взрыв») 6 сентября 2010 года, а в рамках сборника «Доктор Кто: Полный пятый сезон» — 8 октября 2010 года.

### Отзывы
Отзывы об эпизоде различные. Дэйв Голдер из журнала SFX дал эпизоду пять из пяти звёзд и назвал его «по-настоящему волшебной серией „Доктора Кто“, взмывающей в небо… и взрывающейся там великолепным фейерверком». Джон Мур, пишущий для Den of Geek, несмотря на то, что он раскритиковал некоторые решения для эпизода, похвалил эпизод и назвал его «абсолютно бесполезным, но крайне высокохудожественным». В своей рецензии для Metro Кит Уотсон высказал удивление по поводу того, насколько впечатляющим создатели сделали воображаемый мир Ван Гога, и похвалил юмористическую составляющую эпизода. Также его положительного отзыва удостоилась актёрская игра Каррана, исполнителя роли Ван Гога, а также тот факт, что создатели несмотря ни на что показали находящегося в депрессии художника. Критик из The Guardian, Марк Лоусон, назвал эпизод волнующим, увлекательным, образовательным, а также отметил «историческую суровость» и хороший юмор. Его коллега из того же обозревателя, Дебора Орр, была не согласна с ним: «история Ван Гога, несмотря на то, что она произошла в популярном контексте путешествий во времени, едва удержалась от того, чтобы превратиться в мелодраму…»